# Дорида (жена Дионисия)
Дорида (др.-греч. Δωρίς ; V—IV века до н. э.) — жена тирана Сиракуз Дионисия Старшего, мать Дионисия Младшего.

## Биография
Дорида была дочерью Ксенета — жителя города Локры в Калабрии, которого источники называют наиболее уважаемым гражданином этого города. Точная дата её рождения неизвестна. Когда Дионисий, в 405 году до н. э. захвативший власть в Сиракузах, решил с помощью брака заключить союз против Карфагена с одним из городов Южной Италии, он попросил руки жительницы Регия, но народное собрание этого города ему отказало. Позже Дионисий попросил руки Дориды, и локрийцы согласились. По словам Диодора Сицилийского, тиран прислал «пентеру, первую из построенных им, украшенную серебряной и золотой утварью». На этом корабле Дорида приплыла в Сиракузы.
Судя по изложению Диодора, брак был заключён в 398 году до н. э., но исследователи считают более вероятной датой 393 год. Параллельно Дионисий был женат на Аристомахе, причём остаётся неясным, женился ли он на обеих девушках в один день или брак с Аристомахой был заключён позже. По данным Плутарха, тиран к обеим женам относился совершенно одинаково, не выказывая предпочтений кому-либо из них.
Дорида родила двух сыновей — Дионисия (397—337 годы до н. э.), ставшего преемником отца, и Гермокрита (упоминается только в связи с событиями 368 года до н. э.). Родилась у неё и дочь Дикеосина, ставшая женой брата отца Лептина. Дети Дориды стали старшими детьми Дионисия, так как Аристомаха долго оставалась бесплодной.